# Saint-Ignace (Nouveau-Brunswick)
Pour les articles homonymes, voir Saint-Ignace.
Saint-Ignace est un village du comté de Kent, au nord-est de la province canadienne du Nouveau-Brunswick. Le village a le statut de DSL. Dans le cadre de la réforme de la gouvernance locale du 1er janvier 2023, le DSL a été annexé à la nouvelle ville de Beaurivage.

## Toponymie
Les Archives provinciales du Nouveau-Brunswick ne précisent pas l'origine du nom de Saint-Ignace.
La localité comprend aussi les hameaux de Bretagneville, Camerons Mill et Pont-du-Milieu. Saint-Ignace Siding est un ancien point ferroviaire. Le hameau de Bretagneville portait à l'origine le nom de False Bay Beach. La localité est renommée McLeod's Mills en 1889, en l'honneur de George McLeod, dont la famille possédait des moulins à cet endroit entre 1850 et 1890. Le hameau obtient son nom actuel en 1917. Camerons Mill est nommé ainsi en l'honneur de John Cameron et James Cameron, qui y opérèrent des moulins entre 1861 et 1891, ou encore en l'honneur de John Cameron, le premier maître des postes en 1882. Le toponyme Pont-du-Milieu fait allusion au pont traversant la rivière Kouchibouguacis entre Saint-Louis-de-Kent et Bretagneville ; la localité porta en fait le nom anglicisé Middle Bridge avant 1923.

## Géographie
Saint-Ignace est généralement considéré comme faisant partie de l'Acadie.

### Géologie
Le sous-sol de Saint-Ignace est composé principalement de roches sédimentaires du groupe de Pictou datant du Pennsylvanien (entre 300 et 311 millions d'années).

## Histoire
Saint-Ignace est situé dans le territoire historique des Micmacs, plus précisément dans le district de Sigenigteoag, qui comprend l'actuel côte Est du Nouveau-Brunswick, jusqu'à la baie de Fundy.
En 1825, le territoire est touché par les Grands feux de la Miramichi, qui dévastent entre 10 000 km2 et 20 000 km2 dans le centre et le nord-est de la province et tuent en tout plus de 280 personnes,.
Le bureau de poste de Bretagneville ouvre ses portes en 1870, celui de Camerons Mill en 1882 et celui de Saint-Ignace, en 1883. En 1898, Bretagneville comptait 2 magasins, 1 scierie, 1 moulin à farine, 1 fromagerie et 130 habitants. La même année, Saint-Ignace compte un magasin et une église. En 1904, Camerons Mill compte une scierie et 20 habitants. Le bureau de poste de Pont-du-Milieu est inauguré en 1919. Les bureaux de poste de Bretagneville, de Camerons Mill et de Pont-du-Milieu ferment leurs portes en 1956,,. Celui de Saint-Ignace est finalement fermé en 1970.
La caisse populaire de Saint-Ignace ferme en 2010, à la suite d'une vague de regroupements.

## Démographie
| 2011 | 2016 |
| ---- | ---- |
| 606  | 567  |

## Économie
Entreprise Kent, membre du Réseau Entreprise, a la responsabilité du développement économique.

## Administration

### Comité consultatif
En tant que district de services locaux, Saint-Ignace est en théorie administré directement par le Ministère des Gouvernements locaux du Nouveau-Brunswick, secondé par un comité consultatif élu composé de cinq membres dont un président. Il n'y a actuellement aucun comité consultatif.
| Période                                  | Période  | Identité       | Étiquette | Qualité |
| ---------------------------------------- | -------- | -------------- | --------- | ------- |
|                                          | en cours | Debbie Richard |           |         |
|                                          |          |                |           |         |
| Les données manquantes sont à compléter. |          |                |           |         |

### Commission de services régionaux
Saint-Ignace fait partie de la Région 6, une commission de services régionaux (CSR) devant commencer officiellement ses activités le 1er janvier 2013. Contrairement aux municipalités, les DSL sont représentés au conseil par un nombre de représentants proportionnel à leur population et leur assiette fiscale. Ces représentants sont élus par les présidents des DSL mais sont nommés par le gouvernement s'il n'y a pas assez de présidents en fonction. Les services obligatoirement offerts par les CSR sont l'aménagement régional, l'aménagement local dans le cas des DSL, la gestion des déchets solides, la planification des mesures d'urgence ainsi que la collaboration en matière de services de police, la planification et le partage des coûts des infrastructures régionales de sport, de loisirs et de culture; d'autres services pourraient s'ajouter à cette liste.

### Représentation et tendances politiques
Nouveau-Brunswick: Saint-Ignace fait partie de la circonscription provinciale de Rogersville-Kouchibouguac, qui est représentée à l'Assemblée législative du Nouveau-Brunswick par Bertrand LeBlanc, du Parti libéral. Il fut élu en 2010.
 Canada: Saint-Ignace fait partie de la circonscription fédérale de Beauséjour. Cette circonscription est représentée à la Chambre des communes du Canada par Dominic LeBlanc, du Parti libéral.

## Vivre à Saint-Ignace
Le village bénéficie du Club de golf St-Ignace, un parcours de 18 trous conçu par Geoffrey Cornish. Le détachement de la Gendarmerie royale du Canada le plus proche est situé à Richibouctou. Le bureau de poste le plus proche est quant à lui à Saint-Louis-de-Kent.
L'église Saint-Ignace-de-Loyola est une église catholique romaine faisant partie de l'archidiocèse de Moncton.
Les francophones bénéficient du quotidien L'Acadie nouvelle, publié à Caraquet, ainsi que de l'hebdomadaire L'Étoile, de Dieppe. Les anglophones bénéficient quant à eux des quotidiens Telegraph-Journal, publié à Saint-Jean et Times & Transcript, de Moncton.

## Culture

### Personnalités
- André Richard (1937- ), septième évêque de Bathurst et cinquième archevêque de Moncton.